# Poecilosomella pilimana
Poecilosomella pilimana är en tvåvingeart som beskrevs av Papp 2002. Poecilosomella pilimana ingår i släktet Poecilosomella och familjen hoppflugor. Inga underarter finns listade i Catalogue of Life.